# 1411
1411 је била проста година.

## Догађаји
- Википедија:Непознат датум — Опсада Цариграда (1411)
- Википедија:Непознат датум — Руски иконописац Андреј Рубљов насликао је познату икону „Света тројица Старога Завета (или Гостопримство Аврамово)”
- Википедија:Непознат датум — Сулејман је убијен од стране Мусиних људи. Муса је преузео власт у европском делу Османског царства. Убрзо је променио политику. Почео је своје савезнике да претвара у непријатеље. Српски деспот Стефан је са војском напао пиротски крај те му је Муса понудио преговоре. У Мусиној војсци која је опседала Селимврију налазио се Ђурађ Бранковић. Он је покушао да ступи у везе са ујаком и да се врати у Србију. Против Мусе се окрећу и скопски санџакбег и крајишници, као и византијски цар. Пружили су подршку његовом брату Мехмеду.